# Shirley (film, 2024)
Pour les articles homonymes, voir Shirley.
Pour plus de détails, voir Fiche technique et Distribution.
Shirley est un film américain réalisé par John Ridley et sorti en 2024. Il décrit les coulisses de la campagne présidentielle lancée en 1972 par Shirley Chisholm, première députée américaine noire élue au Congrès des États-Unis et première femme noire à se présenter à la présidence des États-Unis. Le film sera diffusé sur Netflix.

## Synopsis
Au début des années 1970, Shirley Chisholm, élue afro-américaine de l'Assemblée de l'État de New York quelques années plus tôt, se présente à investiture pour le Parti démocrate pour l'élection présidentielle américaine de 1972.

## Fiche technique
Sauf indication contraire, les informations mentionnées dans cette section peuvent être confirmées par les bases de données cinématographiques IMDb et Allociné,  présentes dans la section « Liens externes ».
- Titre original : Shirley
- Réalisation et scénario : John Ridley
- Musique : Tamar-kali
- Décors : Jon J. Bush et Imogen Lee
- Costumes : Megan Coates
- Photographie : Ramsey Nickell
- Montage : JoAnne Yarrow
- Production : John Ridley, Anikah McLaren, Elizabeth Haggard, Regina King et Reina King
- Sociétés de production : Participant Media et Royal Ties Productions
- Société de distribution : Netflix
- Pays de production :  États-Unis
- Langue originale : anglais
- Format : couleur
- Genre : drame biographique, politique
- Durée : 117 minutes
- Dates de sortie[1] :
  - États-Unis : 15 mars 2024 (sortie limitée en salles)
  - Monde : 22 mars 2024 (sur Netflix)
- Classification[2] :
  - États-Unis : PG-13

## Distribution
- Regina King (VF : Virginie Emane) : Shirley Chisholm
- Lance Reddick (VF : Thierry Desroses) : Wesley McDonald « Mac » Holder
- Terrence Howard (VF : Serge Faliu) : Arthur Hardwick Jr.
- Lucas Hedges (VF : Gabriel Bismuth-Bienaimé) : Robert C. Gottlieb
- Brian Stokes Mitchell (VF : Stefan Godin) : Stanley Townsend (en)
- Christina Jackson (VF : Aurélie Konaté) : Barbara Lee
- Michael Cherrie (VF : Rody Benghezala) : Conrad Chisholm
- André Holland (VF : Sidney Kotto) : Walter Fauntroy
- Dorian Missick (en) (VF : Daniel Njo Lobé) : Ron Dellums
- Amirah Vann (VF : Daria Levannier) : Diahann Carroll
- W. Earl Brown (VF : Bernard Métraux) : George Wallace
- Brad James (en) (VF : Eilias Changuel) : Huey P. Newton
- Reina King (VF : Corinne Wellong) : Muriel St. Hill

 Source et légende : version française (VF) sur RS Doublage

## Production

### Genèse et développement
En décembre 2021, Netflix annonce que John Ridley va écrire et réaliser un film biographique consacré à Shirley Chisholm, première députée noire et première femme noire à se présenter à la présidence des États-Unis,, et aux coulisses de la campagne présidentielle lancée par Chisholm en 1972.
Netflix annonce par la même occasion que la production sera assurée par John Ridley, Participant Media (Anikah McLaren et Elizabeth Haggard) et Royal Ties Productions (Regina King et Reina King).

### Attribution des rôles
Lors de l'annonce du film en décembre 2021, Netflix précise que la distribution comprendra Regina King, Lance Reddick), Lucas Hedges, Christina Jackson, Michael Cherrie, Dorian Missick, Amirah Vann, W. Earl Brown,  André Holland et Terrence Howard,.
Le réalisateur John Ridley raconte en ces termes les origines de sa collaboration avec Regina King sur ce projet : « J'ai rencontré Regina pour la première fois il y a six ou sept ans, alors que nous faisions ensemble American Crime. Nos carrières se déroulaient dans des endroits différents. La trajectoire de Regina a toujours été plutôt droite. Mais l'un des sujets sur lesquels nous parlions littéralement, vraiment, en rompant le pain, en nous asseyant ensemble pour essayer de comprendre nos points communs, elle a évoqué Shirley Chisholm ».
Au sujet de sa collaboration avec Regina King, John Ridley ajoute : « L'une des choses que j'admire vraiment chez Regina, ce ne sont pas seulement ses capacités en tant qu'actrice, mais aussi ses capacités en tant qu'instrument pour transmettre de l'empathie et c'est l'une des histoires humaines les plus empathiques et les plus puissantes que j'ai eu l'opportunité de raconter, et j'ai eu l'opportunité de raconter des histoires vraiment incroyables ».

### Tournage
Le tournage se déroule de décembre 2021 à mars 2022 à Cincinnati, aux États-Unis, avant de continuer à Los Angeles.
Dans une première interview sur CNN, Regina King évoque une date de sortie pour « fin 2022 », mais, en avril 2023, World of Reel rapporte que de nombreuses scènes du film ont du être tournées à nouveau à cause d'une qualité médiocre,.

## Accueil

### Sorties
La sortie du film était attendue pour 2023, mais Netflix confirme ensuite[Quand ?] que la sortie est repoussée à 2024.
Le 7 septembre 2023, le film est officiellement classé par la Clarification and Rating Administration et reçoit une note PG-13 à cause d'un langage grossier, d'insultes racistes, de brèves violences et d'un peu de tabagisme. Il connait une sortie limitée en salles aux États-Unis le 15 mars 2024 avant sa diffusion sur Netflix le 22 mars 2024.